# Pietro Chiappini
Pietro Chiappini (Spianate, 27 giugno 1915 – Roma, 14 gennaio 1988) è stato un ciclista su strada italiano.
Professionista e indipendente dal 1936 al 1946, si distinse come passista veloce, vincendo due edizioni della Milano-Torino.

## Carriera
Attivo tra i dilettanti con l'A.S. Roma, vinse nel 1935 diverse gare di categoria, tra cui la Coppa del Re, la Coppa Caivano e la Tre Valli Varesine. Tra gli indipendenti con il G.S. Dopolavoro MATER vinse una frazione del Giro del Lazio 1936. Nel 1938 partecipò al suo primo Giro d'Italia con il gruppo ciclistico Il Littoriale; nel 1939, ancora iscritto al Giro d'Italia con il gruppo Il Littoriale, vinse la tappa con arrivo a Venezia.
Nel 1940 gareggiò con la squadra Lygie. Nel 1941 si aggiudicò la Milano-Torino; fece il bis nella classica l'anno dopo in maglia Legnano. Gareggiò fino al 1946, vestendo anche la divisa della Viscontea.
Dopo il ritiro aprì un negozio di biciclette a Roma.

## Palmarès
- 1935 (dilettanti)

Coppa Caivano
Coppa del Re
Tre Valli Varesine
- 1936 (G.S. Dopolavoro MATER, tre vittorie)

Coppa Fascio Giovanile di Sessa Aurunca
3ª tappa Giro del Lazio (Roma > Roma)
Giro del Casentino
- 1937 (G.S. Dopolavoro MATER, una vittoria)

Circuito Valle del Liri
- 1939 (Il Littoriale, una vittoria)

11ª tappa Giro d'Italia (Bologna > Venezia)
- 1941 (Milizia Contraerei Roma/Olympia, due vittorie)

Premio di Primavera - Coppa Bianchi
Milano-Torino
- 1942 (Legnano, una vittoria)

Milano-Torino

## Piazzamenti

### Grandi Giri
- Giro d'Italia

1938: 43º
1939: 49º
1940: 44º
1946: ritirato

### Classiche monumento
- Milano-Sanremo

1938: 84º
1939: 4º
1941: 3º
1942: 15º
- Giro di Lombardia

1936: 31º
1941: 6º
1942: 41º